# Hossein Kasmaï
Pour les articles homonymes, voir Kasmaï.
 (octobre 2017).
Si vous disposez d'ouvrages ou d'articles de référence ou si vous connaissez des sites web de qualité traitant du thème abordé ici, merci de compléter l'article en donnant les références utiles à sa vérifiabilité et en les liant à la section « Notes et références ».
Hossein Kasmaï (1914-1997) est un homme de lettres iranien.
Auteur, traducteur, journaliste, professeur des Universités, il a signé de nombreuses publications.

## Études
Né à Téhéran en 1914, il fait ses études à l'École laïque franco-persane. Après son baccalauréat, il continue ses études en philosophie. Quelques années plus tard il obtient un doctorat d'État de l'Université de la Sorbonne.

## Activités

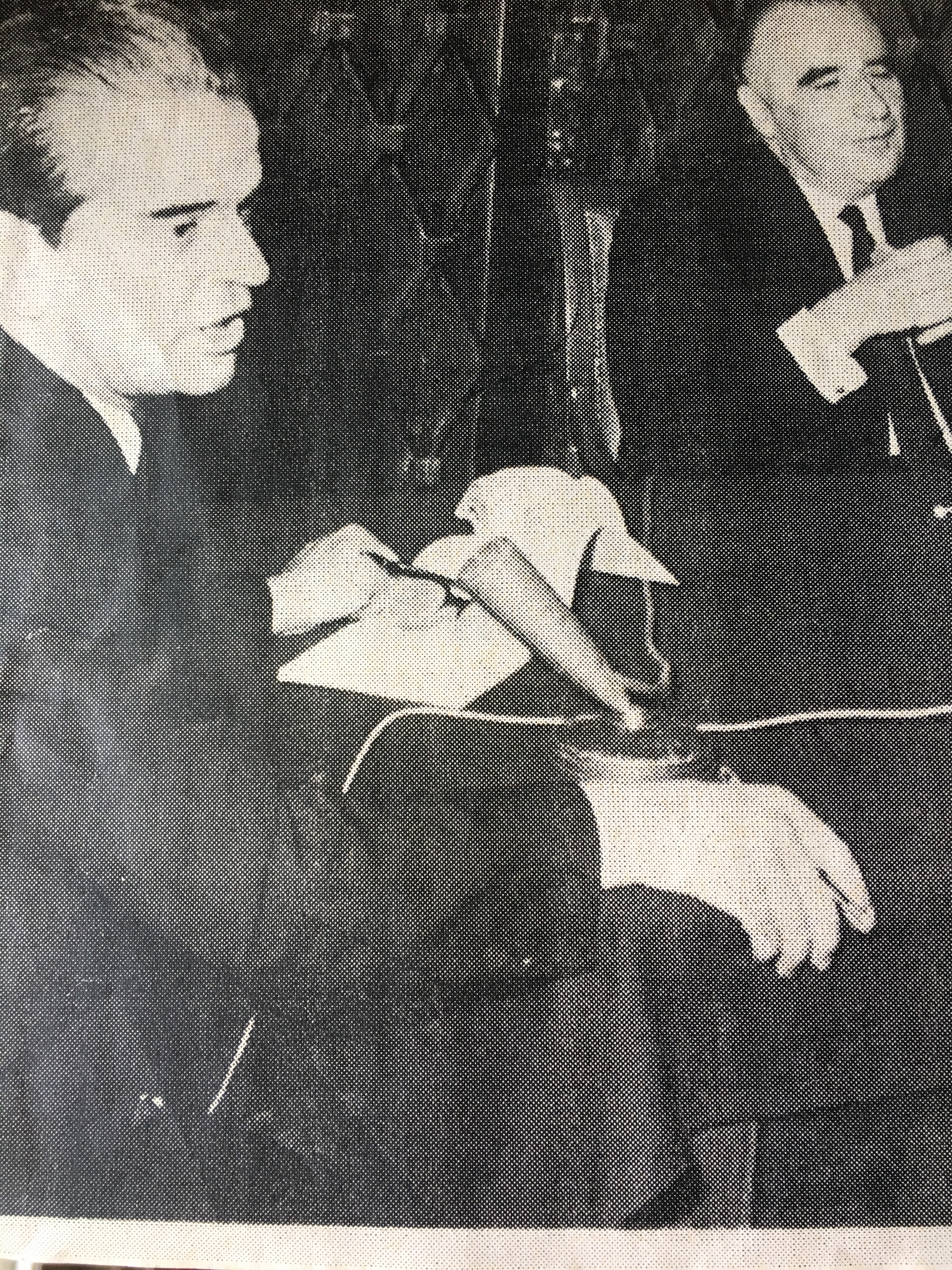
H. Kasmaï lors de la conférence de presse de G. Pompidou à Téhéran (mai 1968).

Lors de la deuxième guerre mondiale, il travaille comme traducteur à l'Ambassade de Pologne en Iran. Pendant ces années, il s'intéresse à la littérature polonaise et traduit et publie en 1948 un recueil de textes d'écrivains polonais contemporains en persan, préfacé par le grand écrivain iranien Bozorg Alavi.
À la même époque, la pensée existentialiste attire son attention et il écrit un livre sur le sujet, intitulé La doctrine existentialiste. Parallèlement, il traduit en persan plusieurs livres de Jean-Paul Sartre tels que La Nausée, Les Mains sales, Les jeux sont faits.
Après la fin de la guerre et le changement de régime en Pologne, il quitte l'Ambassade de Pologne et écrit un ouvrage philosophique de synthèse intitulé Philosophie en persan.
En 1950, il entre au service de l'Ambassade de France, où il travaille plus de trente ans comme traducteur. En 1955, il reçoit l'insigne des Palmes Académiques, notamment pour ses écrits et ses efforts pour présenter la littérature française en Iran. En octobre 1963, lors de la visite du Général De Gaulle en Iran, il est décoré Chevalier de la Légion d'Honneur par celui-ci.
En 1972, parallèlement à son travail de traducteur à l'Ambassade de France, il est nommé rédacteur en chef du Journal de Téhéran, seul et unique quotidien de langue française de la capitale iranienne.
Pendant toutes ces années, il enseigne également dans plusieurs universités iraniennes telles que l'Université Nationale où il tient les chaires de littérature française et de philosophie.

## Exil
Après la Révolution islamique, Hossein Kasmaï quitte le pays et s'installe en 1981 à Paris en compagnie de son épouse.
Il meurt dans le 16e arrondissement de Paris le 22 septembre 1997 et est inhumé dans la division 75 du cimetière du Père Lachaise.

## Publications (liste partielle)

### Essais en persan
- Philosophie
- Les doctrines philosophiques: l'existentialisme, Téhéran, 1948
- La pensée de Bergson, Bongah-e Safi Alishah

### Traductions en persan
- Les écrivains polonais, Ketabkhaneh Iran, Téhéran, 1948
- Les mains sales, de Jean-Paul Sartre
- La Nausée, de Jean-Paul Sartre
- Les jeux sont faits, de Jean-Paul Sartre
- Le prince sans histoire, d'Emineh Pakravan

### Méthode de langue
- Manuel d'apprentissage du persan, Imp. Bank Melli Iran, Téhéran

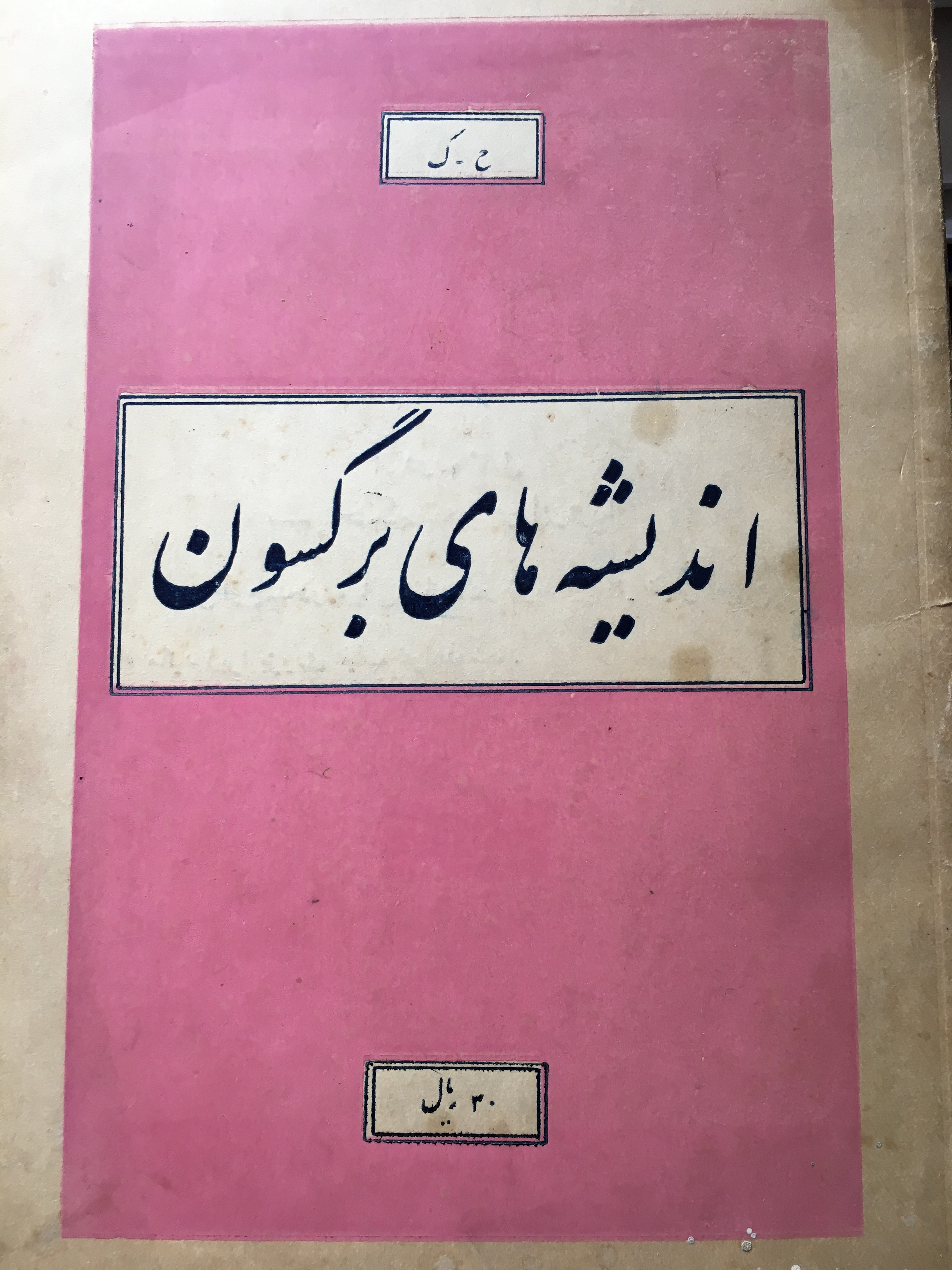
La pensée de Bergson, traduit en persan par H.Kasmaï.
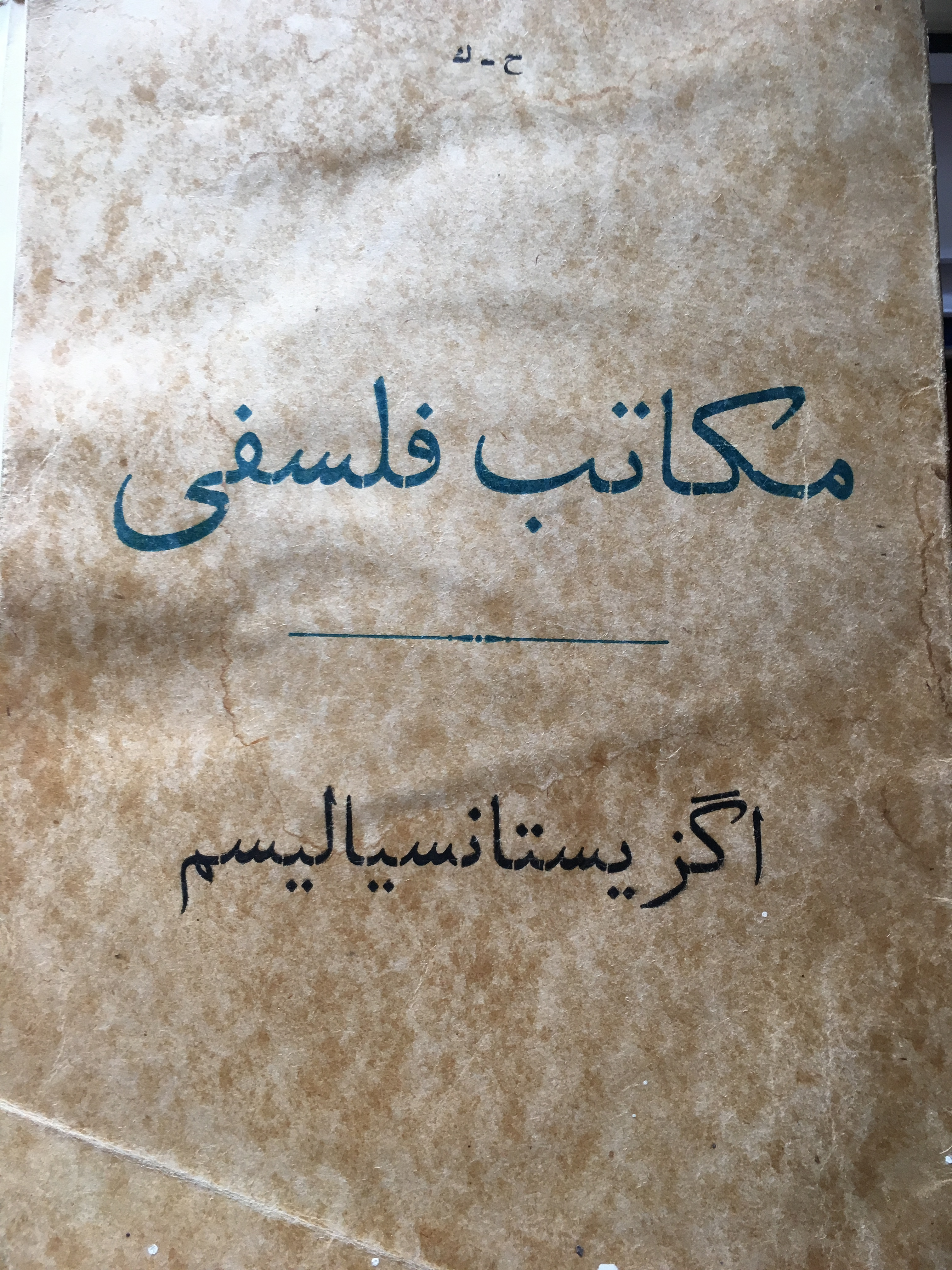
Les doctrines philosophiques, l'existentialisme, de H.Kasmaï.
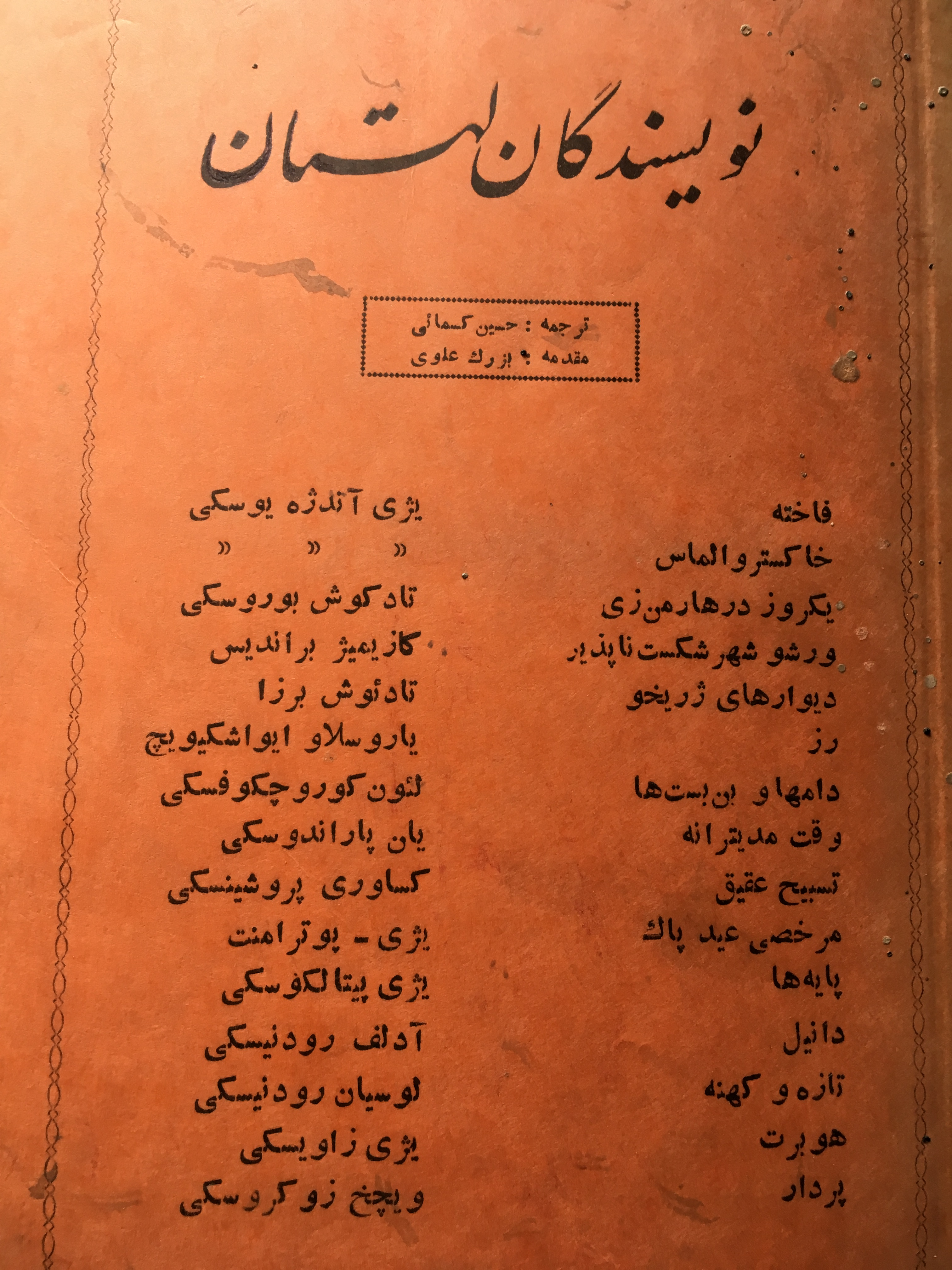
Les écrivains polonais, traduit en persan par H.Kasmaï.
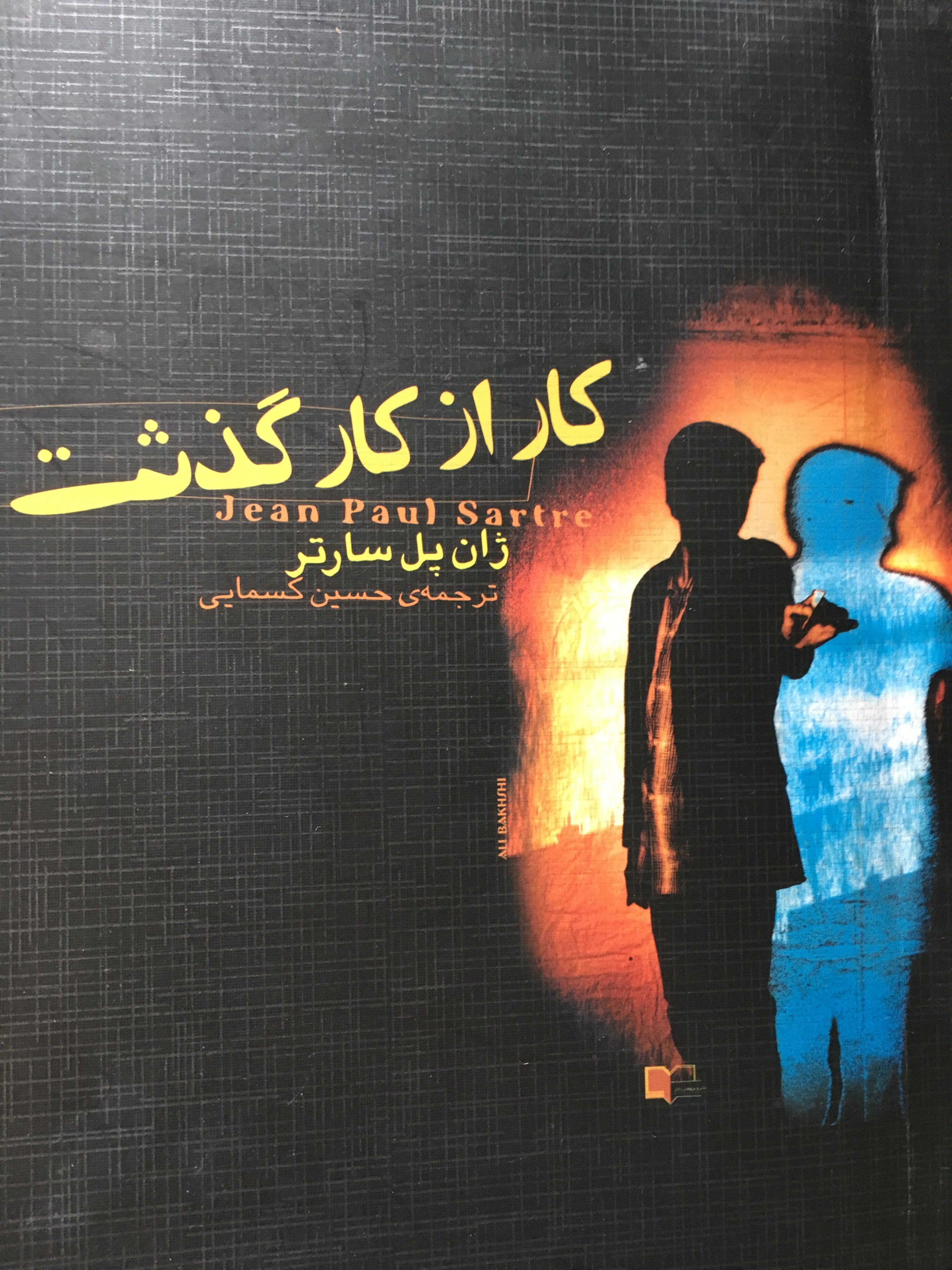
Les jeux sont faits, de J.-P. Sartre, traduit en persan par H.Kasmaï